# Николаус Люксембургски
Николаус Люксембургски (на немски: Nikolaus von Luxemburg; на италиански: Nicola di Lussemburgo, * 1322, Прага; † 30 юли 1358, Белуно) е патриарх на Аквилея от 1350 до 1358 г.

## Биография
Той е извънбрачен син на бохемския крал Ян Люксембургски (1316 – 1346). Името на майка му не е известно. По-малък полубрат е на император Карл IV (1316 – 1378).
На 2 август 1342 г. папа Климент VI, по молба на крал Ян, поставя Николаус като пробст на диоцеза Прага, преди това на 20 юли същата година той му подарява каноникат и собствености на замък Вишерад (Vyšehrad, днес в Прага). През 1345 г. той лично занася послание на Ян от Бохемия до Климент VI. В документ от 1348 г. Николаус сам се нарича декан на Оломоуцката църква и като кралски канцлер.
Климент VI поставя Николаус на 7 януари 1349 г. като епископ на Наумбург като геген-кандидат към Йохан I († 27 декември 1351), който е избран през 1348 г. от домкапител без удобрението на папата.
На 31 октомври 1350 г. Николаус съобщава на жителите на град Удине, че той е новият патриарх на Аквилея. През май 1351 г. Николаус пристига в Патриархат Аквилея и е посрещнат празнично. Той планува с полубрат си, по-късният император Карл IV, да основе един търговски град с името Карола („Carola“), което не се осъществява. В края на 1351/началото на 1352 г. той нарежда екзекуцията на някои благородници, които участвали в убийството на неговия предшественик, патриарх Бертранд ди Сан Генесиус (* 1260, † 6 юни 1350).
През 1353 г. Карл IV одобрява основаването на един studium generale за град Чивидале. През октомври 1354 г. Карл IV посещава Патриархат Аквилея по пътя му за Рим. Нуколаус му дава две издания на евангелието на Марк, които били ценни реликви. Николаус придружава полубрат си в пътуването му през Италия.
Карл IV дава на Николаус три служби: викар за Триест през 1354 г., викар на Тоскана през май 1355 г. и малко след това генералвикар във Фелтре и Белуно. На 30 юли 1358 г. патриарх Николаус умира в Белуно. Той е погребан в Удине под главния олтар на църквата.